# Biyoka
Biyoka est une localité du Cameroun, située dans l'arrondissement (commune) d'Akonolinga, le département du Nyong-et-Mfoumou et la région du Centre.

## Population
En 1961, Biyoka comptait 395 habitants, principalement des Sso. Lors du recensement de 2005, on y a dénombré 433 personnes.